# Wilhelm von der Mülbe
Wilhelm Alexander Karl Konrad von der Mülbe (* 14. April 1834 in Danzig; † 10. April 1909 in Berlin) war ein preußischer Generalmajor.

## Leben

### Herkunft
Wilhelm war ein Sohn des preußischen Oberst Ludwig von der Mülbe (1793–1877) und dessen Ehefrau Frederike Helene, geborene von Helden-Gowarczewski (1804–1890) aus dem Hause Radomno. Sein Bruder Otto Wilhelm Adolf (1829–1916) wurde preußischer Generalleutnant.

### Militärische Laufbahn
Mülbe trat am 4. Mai 1859 in das 5. Infanterie-Regiment der Preußischen Armee ein, wo er bis November 1853 zum Sekondeleutnant avancierte. In der Zeit vom 1. Oktober 1858 bis zum 17. Juni 1859 besuchte er die Allgemeine Kriegsschule. Am 1. September des Jahres wurde er als Regimentsadjutant zum 5. Landwehr-Infanterie-Regiment abkommandiert, ehe er am 1. Juli 1860 in dieser Funktion zum 5. kombinierten Infanterie-Regiment kam. Dort wurde er am 19. September zum Premierleutnant befördert und nahm nach seiner Beförderung am 21. April 1866 zum Hauptmann am Krieg gegen Österreich teil. Am 10. Oktober 1868 wurde Mülbe zum Mecklenburgischen Füsilier-Regiment Nr. 90 versetzt und nahm in den Jahren 1870/71 am Krieg gegen Frankreich teil, wo er am 8. Dezember 1870 in der Schlacht bei Beaugency verwundet wurde. Für sein Verhalten erhielt Mülbe das Eiserne Kreuz sowie das Mecklenburgische Militärverdienstkreuz II. Klasse.
Am 12. Dezember 1874 wurde er Major und etatmäßiger Stabsoffizier im 3. Westfälischen Infanterie-Regiment Nr. 16 und am 21. Januar dort zum Kommandeur des II. Bataillons ernannt. Am 16. September 1882 erfolgte die Beförderung zum Oberstleutnant und am 14. Dezember 1885 übernahm er als Oberst unter Stellung à la suite das Kommando des Herzoglich Braunschweigischen Infanterie-Regiments Nr. 92. Am 15. April 1886 wurde er offiziell dorthin versetzt, ehe er am 16. Februar 1889 als Generalmajor zu den Offizieren von der Armee versetzt und schließlich am 22. Mai des Jahres zur Disposition gestellt wurde. Anschließend lebte er in Berlin.

### Familie
Mülbe heiratete am 28. Juni 1881 die Düsseldorferin Alwine Widenmann (* 1838), verwitwete Schlink. Die Ehe blieb kinderlos.